# Bethlehem (Pennsylvanie)
Pour les articles homonymes, voir Bethléem (homonymie).
Bethlehem est une ville de Pennsylvanie fondée en 1741 par les Frères moraves. Ville industrielle, son histoire est liée à la sidérurgie et la compagnie Bethlehem Steel qui y eut son siège pendant 140 ans, jusqu'à sa faillite en 2001.

## Histoire

### Ère coloniale

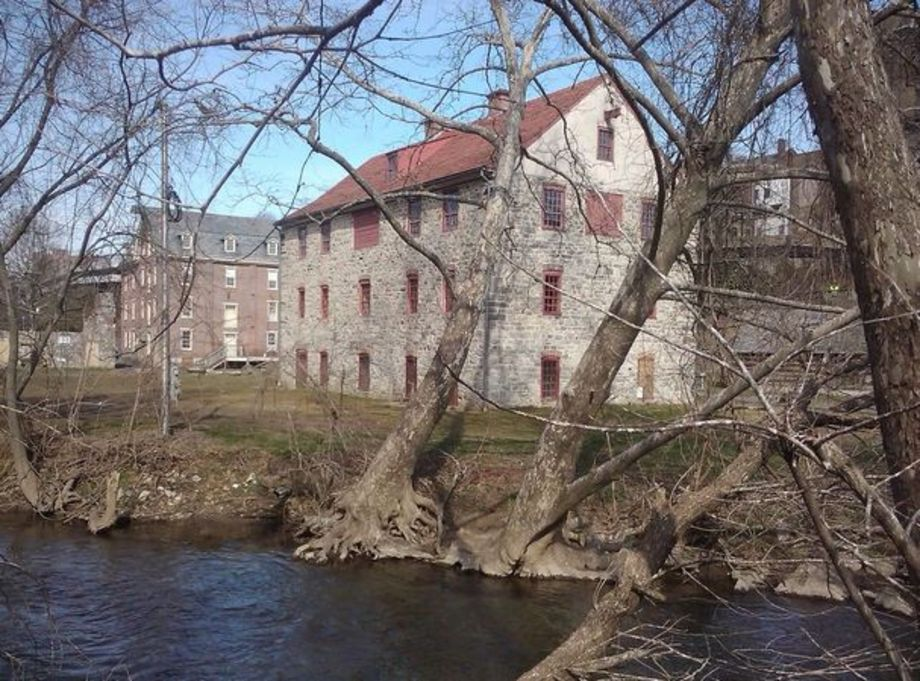
Le Quartier Colonial Industriel sur la rive orientale du ruisseau de Monocacy Creek, à Bethlehem.

Les terres de la vallée du Delaware et de ses tributaires de Pennsylvanie orientale ont longtemps été habitées par des Amérindiens de cultures diverses. Au moment de l'arrivée des Européens, ces terres étaient occupées par les indiens Lénapes de dialecte algonquien, qui eux-mêmes se divisaient en trois ethnies, les Unamis, les Unalachtigo et les Munsee. Ils commercèrent d'abord avec les Néerlandais, puis plus tard avec les colons britanniques le long des comptoirs de la côte Atlantique.
Le 24 décembre 1741, le prêcheur David Nitschmann et le comte Nicolas von Zinzendorf, à la tête d'un petit groupe de Frères Moraves, fondèrent une mission qu'ils appelèrent Bethlehem (en référence au village de Judée où Jésus est né), le long des berges du ruisseau de Monocacy, dans la vallée de la Lehigh, annexée par la colonie de Pennsylvanie. Ils venaient évangéliser les Amérindiens et apporter les secours de la religion aux colonies germanophones isolées. 

« Le Comte Zinzendorf déclara à cette occasion : Frères, quel meilleur nom pourrions-nous donner que celui du site où survint l’événement que nous célébrons en ce jour ? Nous appellerons cet endroit Bethlehem. Et c’est ainsi que Bethlehem fut baptisée en honneur au lieu de naissance de l’Homme de Paix. »

— Arundel Cotter, Story of Bethlehem Steel
Administrée avec adresse par August Gottlieb Spangenberg, c’était à l’origine une colonie morave typique, où toutes les terres appartenaient à la congrégation : jusque dans les années 1850, seuls les membres de l’Église morave pouvaient louer des champs à Bethlehem. La Maison des Frères, la Maison des Sœurs, la Maison des veuves et la Gemeinhaus (aujourd'hui résidence Lewis David De Schweinitz) et sa vieille chapelle sont les vestiges de cette période de vie communautaire.
Les Frères moraves convertirent les Amérindiens jusque dans l’est de la province de New York. Dans le cimetière historique de God's Acre, les indiens Lenapes christianisés sont inhumés aux côtés de colons.
C'est à Bethlehem qu'en 1762 des colons édifièrent la première station de pompage d’Amérique pour distribuer de l'eau potable. Lorsque George Washington et son armée hivernèrent à Valley Forge, Washington déposa ses cantines à la ferme d'un certain James Burnside de Bethlehem (qui est depuis 1998 un musée historique : Burnside Plantation).
Ce village prospère reçut le statut de free borough du comté de Northampton en 1845. Au terme du synode unitaire de 1848, Bethlehem a été choisi comme quartier général de la Province Nord de l’Église morave d'Amérique du Nord.

### Les réformes administratives (1886-1917)
Le faubourg (borough) de South Bethlehem vit le jour après la guerre de Sécession, et celui de West Bethlehem (dans le comté de Lehigh), en 1886. En 1904, les boroughs de West Bethlehem et de Bethlehem (dans le comté de Northampton) fusionnèrent, avant d'annexer en 1917 le borough de South Bethlehem pour former la City de Bethlehem, dont le premier maire fut Archibald Johnston (1865-1948). Le lotissement de Bethlehem (township) a conservé un statut à part. Malgré ces réformes administratives, le bureau de recensement a continué à distinguer dans ses statistiques les différents boroughs d'origine.

### Arrivée de la sidérurgie: naissance deBethlehem Steel

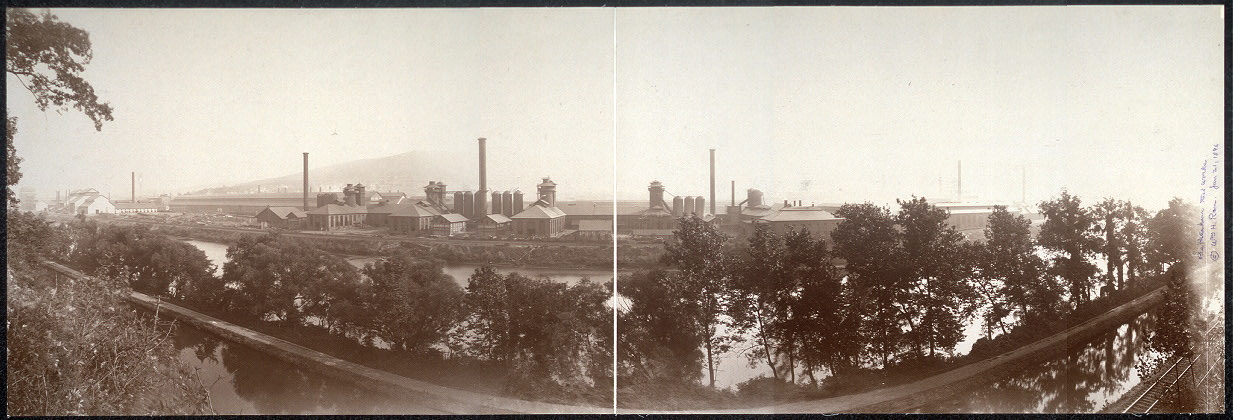
Panorama sur les hauts-fourneaux de Bethlehem Steel depuis la rive nord de la Lehigh. On voit à l'horizon la crête de South Mountain (vers 1896).

Bethlehem devint au cours de la révolution industrielle de la seconde moitié du XIXe siècle l'un des foyers de l'industrie lourde et du commerce. Bethlehem Steel Corporation (1857–2003), fondée et basée à Bethlehem, fut un temps le deuxième producteur d'acier des États-Unis, après les forges U.S. Steel de Pittsburgh. Bethlehem Steel était aussi l'un des principaux constructeurs navals au monde et l'un des emblèmes de la domination industrielle américaine.
Bethlehem Steel commença par produire des profilés à semelles larges aux États-Unis, puis elle imposa le « profilé en I » d'usage désormais universel en charpente métallique, y compris dans les gratte-ciels. Elle approvisionnait en effet en aciers de construction les chantiers de gratte-ciels de New York et d'autres villes, ainsi que les grands ponts en acier.
La compagnie s'imposa comme l'un des plus gros fabricants de blindage et de pièces d'artillerie tout au long de la Première et de la Seconde Guerre mondiale, sans compter la fabrication de 1 100 vaisseaux de guerre. Au terme de quasiment 140 ans de production métallurgique dans son usine originelle de Bethlehem, Bethlehem Steel, confrontée à la compétition effrénée des pays en voie de développement et à la baisse des commandes de l’État américain, a déposé le bilan en 1995.

### Patrimoine mondial
La ville est inscrite sur la liste du patrimoine mondial par l'UNESCO en juillet 2024 en tant que constituant du bien « Colonies de l'Église morave ».

## Population et société
| Recensement | Les trois boroughs | South Bethlehem | Original Bethlehem | West Bethlehem | Bethlehem & West Bethlehem | Bethlehem Township |
| ----------- | ------------------ | --------------- | ------------------ | -------------- | -------------------------- | ------------------ |
| 1850        |                    | -----           | 1516               | -----          |                            | -----              |
| 1860        |                    | -----           | 2868               | -----          |                            | -----              |
| 1870        |                    | 3556            | 4512               | -----          |                            | 2230               |
| 1880        |                    | 4925            | 5193               | -----          |                            | 2282               |
| 1890        | 19823              | 10302           | 6762               | 2759           | 9521                       | 2397               |
| 1900        | 23999              | 13241           | 7293               | 3465           | 10758                      | 3090               |
| 1910        | 32810              | 19973           | 8365               | 4472           | 12837                      | 3414               |

## Éducation
Enseignement supérieur : université Lehigh.

## Transports
La ville est desservie par l’aéroport d'Allentown-Bethlehem-Easton (Lehigh Valley International Airport).

## Source
- (en) Cet article est partiellement ou en totalité issu de l’article de Wikipédia en anglais intitulé « Bethlehem, Pennsylvania » (voir la liste des auteurs).

1. ↑  « weekly news briefs » [archive du 9 juillet 2004], sur tnonline.com
2. ↑  Cf. (en) "Moravian Church in North America: Our History"
3. ↑  « Colonies de l'Église morave », UNESCO